# Feliks Michajlovič Blumenfel'd
Feliks Michajlovič Blumenfel'd, in russo Фе́ликс Миха́йлович Блуменфе́льд?, e nella traslitterazione anglosassone
Felix Mikhailovich Blumenfeld, (Elisavetgrad, 19 aprile 1863 – Mosca, 21 gennaio 1931), è stato un compositore, pianista, direttore d'orchestra e docente russo.

## Biografia
Nacque a Elisavetgrad, Governatorato di Cherson, nell'allora Impero russo (oggi Kropyvnyc'kyj in Ucraina), figlio dell'austriaco Michail Francevič Blumenfel'd e della polacca Marie Szymanowska. Studiò composizione al Conservatorio di San Pietroburgo allievo di Nikolaj Rimskij-Korsakov, e pianoforte sotto le direttive di Fëdor Štejn tra il 1881 e il 1885. Ha poi insegnato pianoforte dal 1885 fino al 1918, e nel contempo fu anche direttore d'orchestra al Teatro Mariinskij fino al 1911.
Questo teatro ha visto le prime di alcune opere composte dal suo maestro e mentore Rimskij-Korsakov; qui egli ha diretto anche la prima russa dell'opera Tristano e Isotta di Wagner.
Nel 1908, ha diretto a Parigi la prima dell'opera di Modest Musorgskij Boris Godunov.
Dal 1918 al 1922 fu direttore dell'Università Nazionale di Teatro, Film e TV di Kiev, dove, tra gli altri, ebbe come allievo Vladimir Horowitz, sul quale esercitò una grande influenza. In quegli anni Blumenfeld aveva praticamente smesso di suonare il pianoforte a causa della parziale paralisi del lato destro del corpo (causata dalla sifilide): per questo motivo, non esemplificava il suo insegnamento suonando ma analizzava, da compositore, i testi, e da direttore d'orchestra stimolava l'allievo a trovare i timbri degli strumenti orchestrali sottintesi nella scrittura pianistica. Tornò al Conservatorio di Mosca, nel 1922, dove fu docente fino alla morte. Tra gli altri suoi allievi famosi si includono Simon Barer, Maria Judina e Marija Grinberg.
Morì a Mosca. Era lo zio di Heinrich Neuhaus e Karol Szymanowski.

## Opere
Come pianista, ha eseguito molte delle opere dei suoi contemporanei russi. Le sue composizioni, che hanno mostrato l'influenza di Fryderyk Chopin e Pyotr Ilyich Tchaikovsky, includono una sinfonia, pezzi per pianoforte solista, un Allegro da Concerto per pianoforte e orchestra, e lieder. I suoi pezzi di virtuosismo per pianoforte, in particolare, godono di una sorta di rinascita negli ultimi anni.

### Composizioni

#### Pianoforte
- Etude, Op. 2/1
- Souvenir douloureux, Op. 2/2
- Quasi Mazurka, Op. 2/3
- Mazurka da concerto, Op. 2/4
- Tre studi, Op. 3
- Valzer-studio, Op. 4
- Due notturni, Op. 6
- Variations caractéristiques sur un thème original, Op. 8
- Mazurka, Op. 10
- Mazurka, Op. 11
- Quattro preludi, Op. 12
- Due improvvisi, Op. 13
- Studio 'Sur Mer', Op. 14
- Valzer-Improvviso, Op. 16
- 24 Preludi, Op. 17
- Notturno-fantasia, Op. 20
- Moment de desespoir, Op. 21/1
- Le Soir, Op. 21/2
- Une course, Op. 21/3
- Mazurka, Op. 22/1
- Valse brillante, Op. 22/2
- Krakoyienne, Op. 23/1
- À la Mazurka, Op. 23/2
- Berceuse, Op. 23/3
- Mazurka, Op. 23/4
- Studio da concerto, Op. 24
- Due Studi-fantasie, Op. 25
- Moment Lyrique, Op. 27
- Improvviso, Op. 28
- Due studi, Op. 29
- Krakowiak, Op. 31/1
- Kujawiak, Op. 31/2
- Mazurka, Op. 31/3
- Polonaise, Op. 31/4
- Suite lyrique, Op. 32
- Deux fragments caractéristiques, Op. 33
- Ballata in forma di variazioni, Op. 34
- Tre mazurke, Op. 35
- Studio per la mano sinistra, Op. 36
- Elegie, Op. 37/1
- Pathetico, Op. 37/2
- Morceaux, Op. 38/1
- L'île abandonnée, Op. 38/2
- By the Sea, Op. 38/3
- Barcarolle, Op. 38/4
- Saules pleureurs, Op. 38/5
- La Fontaine, Op. 38/6
- Cloches, Op. 40
- Zwei Klavierstücke, Op. 43
- Quattro studi, Op. 44
- Due improvvisi, Op. 45
- Sonata-Fantasia, Op. 46
- Due frammenti lirici, Op. 47
- Studio-fantasia, Op. 48
- Deux moments dramatiques, Op. 50
- Tre notturni, Op. 51
- Episodes dans la vie d'une danseuse, Op. 52
- Zwei Klavierstücke, Op. 53
- Studio, Op. 54

#### Violoncello e pianoforte
- Elegie per violoncello e pianoforte, Op. 19/1
- Capriccioso per violoncello e pianoforte, Op. 19/2

#### Quartetto d'archi
- Quartetto in fa maggiore, Op. 26

#### Orchestra

##### Sinfonie
- Sinfonia in do minore 'To the Dear Beloved', Op. 39

##### Pianoforte e Orchestra
- Allegro da concerto per Pianoforte e Orchestra in la maggiore, Op. 7

#### Musica corale
- Sechs Chormelodien, Op. 1
- Fünf Chormelodien, Op. 5
- Sechs Chormelodien, Op. 9
- Sechs Chormelodien, Op. 15
- Fünf Romanzen, Op. 18
- Sechs Romanzen, Op. 30